# Freedom Trail

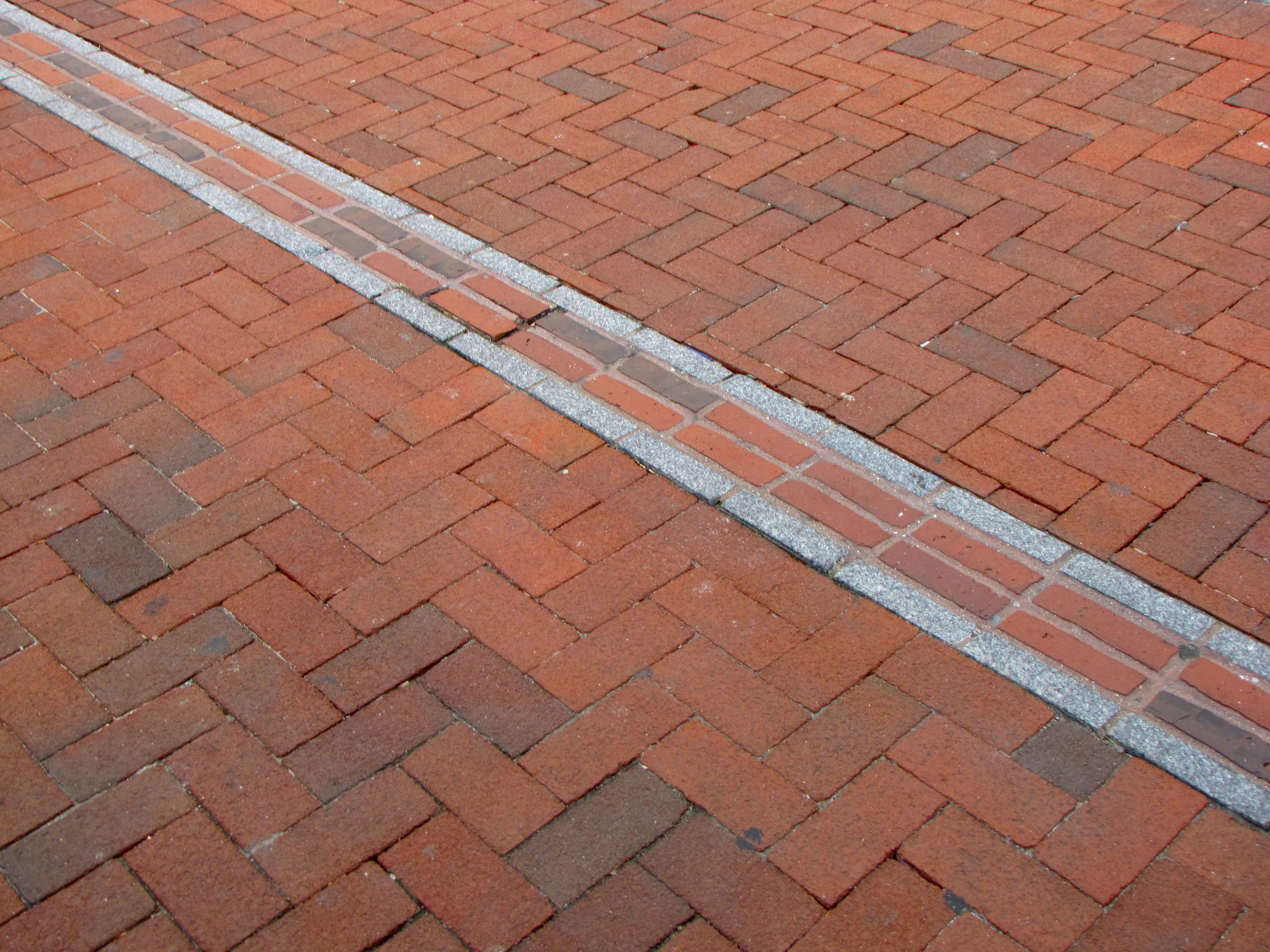
Marcador en ladrillo del Freedom Trail a través la acera

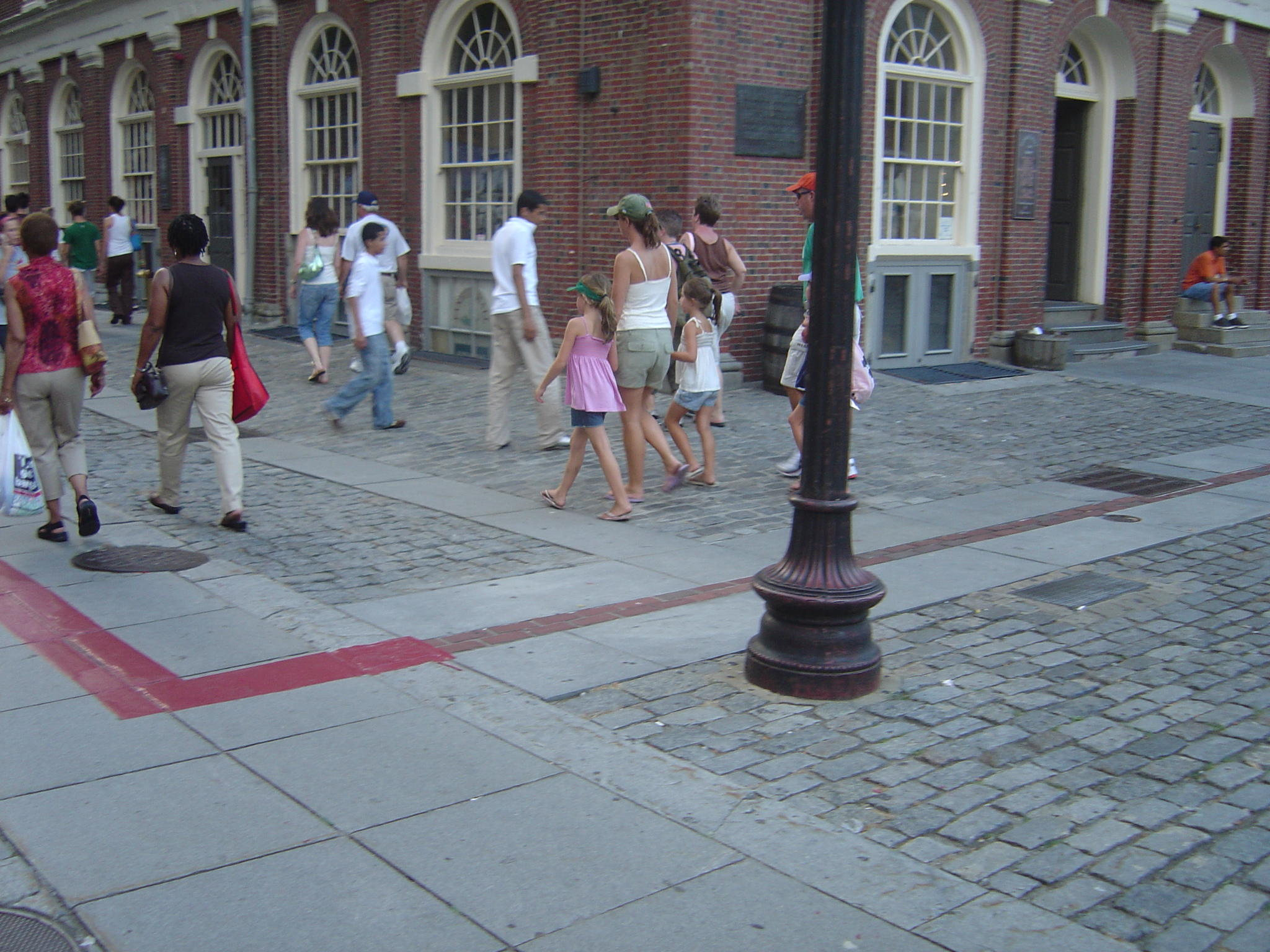
Freedom Trail junto a Faneuil Hall

El Freedom Trail (en español, Camino de la Libertad) es una ruta de 4 km. a través del centro de la ciudad de Boston, Massachusetts, que pasa por 16 lugares significativos para la historia de los Estados Unidos. Marcado en gran medida de ladrillos, que serpentea entre Boston Common y el Monumento de Bunker Hill en Charlestown. Las paradas a lo largo del camino incluyen simples marcadores explicativos, cementerios, iglesias y edificios notables y una fragata naval histórica. Si bien la mayoría de los sitios son gratuitos o sugieren donaciones, la Old South Meeting House, la Vieja Casa de Estado y la Casa de Paul Revere cobra admisión. El camino es supervisado por la Comisión del Camino de la Libertad de la Ciudad de Boston (City of Boston's Freedom Trail Commission) y es apoyado en parte por subvenciones de varias organizaciones sin fines de lucro y fundaciones, filantropía privada y el Parque Nacional Histórico de Boston.
El Camino de la Libertad fue concebido originalmente por el periodista local William Schofield, quien en 1951 sugirió la construcción de un sendero peatonal para vincular importantes lugares de interés local. El alcalde de Boston, John Hynes decidió poner la idea de Schofield en marcha. En 1953, 40.000 personas caminaban por el sendero anualmente.
El Servicio de Parques Nacionales opera un centro de visitantes en el primer piso de Faneuil Hall, donde se ofrecen tours, mapas gratuitos del Camino de la Libertad y otros sitios históricos y venta de libros acerca de Boston y de la historia de los Estados Unidos.
Algunos observadores han notado la tendencia del marco narrativo del Camino de la Libertad a omitir ciertos lugares históricos, como los sitios del Motín del Té y el Árbol de la Libertad.
Los miembros de los Boy Scouts de América que caminan o acampan a lo largo del camino, puede ser elegibles para el Premio de Senderos Históricos.

## Sitios oficiales del Camino
1. Boston Common.
2. Casa de Estado de Massachusetts.
3. Iglesia de Park Street.
4. Granary Burying Ground.
5. King's Chapel Burying Ground.
6. Estatua de Benjamin Franklin y el antiguo lugar de Boston Latin School.
7. Old Corner Bookstore.
8. Casa de Reuniones de Old South.
9. Vieja Casa de Estado.
10. Sitio de la Masacre de Boston.
11. Faneuil Hall.
12. Casa de Paul Revere.
13. Old North Church.
14. Cementerio Copp Hill.
15. USS Constitution
16. Monumento de Bunker Hill.